# Number 1 Angel
Number 1 Angel là mixtape thứ ba của nữ ca sĩ người Anh Charli XCX, được hãng thu Asylum Records phát hành vào ngày 10 tháng 3 năm 2017. Mixtape bao gồm 10 ca khúc, được sáng tác tại Los Angeles. Charli cũng đã mời A. G. Cook – nhà sáng lập của hãng PC Music về tham gia sản xuất.Ngoài ra, một số nhà sản xuất âm nhạc khác liên quan đến hãng thu này cũng góp phần tham gia, trong đó có Sophie, người từng sản xuất cho EP Vroom Vroom của Charli. Mixtape được xếp vào thể loại avant-pop và electropop.
Number 1 Angel nhận được vô vàn đánh giá tích cực từ giới phê bình. Một số người khen ngợi những âm hưởng phá cách và sự xuất hiện của các nghệ sĩ khách mời, nhưng cũng có một vài ý kiến trái chiều cho rằng mixtape có phần lặp đi lặp lại.

## Bối cảnh
Vào tháng 1 năm 2017, chia sẻ với Rolling Stone, Charli cho biết cô dự kiến phát hành một bản mixtape trước khi phát hành album thứ ba của mình , nói rằng: "Tôi chỉ cảm thấy buồn chán và sáng tác một loạt các bài hát, rồi tôi quyết định phát hành chúng."Trong một cuộc phỏng vấn khác với đài 93.3, cô tiết lộ rằng mixtape được thu âm chỉ trong khoảng thời gian hai tuần. Charli XCX còn mô tả mixtape này là một chương trầm buồn hơn so với những sản phẩm trước đây của cô, chia sẻ: "nó giống như việc khóc vào champagne hơn là thưởng thức nó,". Charli cũng so sánh dự án với những lần hợp tác trước đó cùng Sophie.Dù dự định được phát hành vào tháng 2 năm 2017, mixtape này đã phải lùi lịch ra mắt vì những mâu thuẫn với hãng thu. Charli ban đầu đã tự mình thu âm dự án mà không có sự cho phép của hãng. Cô chia sẻ rằng những xung đột này cùng với việc album bị trì hoãn, khiến cô không khỏi cảm thấy "thất vọng và bực bội."

## Chủ đề
Charli từng mô tả mixtape này là một trong những tác phẩm giàu cảm xúc nhất mà cô từng tạo ra. Mixtape này ra đời khi cô vẫn đang thực hiện album phòng thu thứ ba (hiện giờ đã bị hủy) – một dự án được cô mô tả là "album tiệc tùng". "Tiệc tùng, đôi khi, là một khoảnh khắc quan trọng, nơi con người ta giải tỏa và tái sinh. Nhưng cũng có lúc, nó chỉ là sự cô đơn vây kín", cô chia sẻ.
“Tôi đã dành rất nhiều thời gian để suy ngẫm lại về chính bản thân mình, với tư cách là một con người lẫn một nghệ sĩ trong khi viết những bài hát đó. Tôi luôn đặt ra những câu hỏi như: 'Tôi thực sự muốn gì trong cuộc sống? Tôi là ai cơ chứ?' Trước khi viết nên những bài hát này, tôi luôn cảm thấy bản thân thật lạc lối, bấp bênh, cảm xúc đến mãnh liệt và thậm chí có phần muốn tự làm tổn hại đến chính mình, trong suốt [quá trình thu âm] cũng vậy. Nhưng tôi tin rằng, chính sự thô mộc và nỗi buồn ấy đã được bộc phát rõ qua nó." - Charli chia sẻ với The Fader.

## Đánh giá chuyên môn
| Đánh giá chuyên môn | Đánh giá chuyên môn |
| Điểm trung bình     | Điểm trung bình     |
| Nguồn               | Đánh giá            |
| ------------------- | ------------------- |
| AnyDecentMusic?     | 7.2/10              |
| Metacritic          | 73/100              |
| Nguồn đánh giá      |                     |
| Nguồn               | Đánh giá            |
| The 405             | 8/10                |
| AllMusic            | [ 15 ]              |
| Crack               | 7/10                |
| Pitchfork           | 6.3/10              |
| Pretty Much Amazing | B                   |
| Rolling Stone       | [ 19 ]              |
| Tiny Mix Tapes      | [ 20 ]              |

Trên trang Metacritic, Number 1 Angel nhận được số điểm trung bình 73/100 dựa trên 5 bài nhận xét, phản ánh "những đánh giá nhìn chung tích cực". Frank Falisi từ Tiny Mix Tapes đã so sánh mixtape với các sản phẩm đầu tay của Madonna, ví von mixtape như được dùng để "xoa dịu những cuộc tương tác." Mick Jacobs của Pretty Much Amazing nhận định: "Aitchison một cách thông minh đã kết hợp những ca từ sắc bén với các nhịp điệu phá cách, lấp đầy các khoảng trống bằng các đoạn hook và một cá tính đầy cảm xúc, ồn ào của cô." Trong khi đó, Katherine St. Asaph từ Pitchfork lại cho rằng mixtape này "phần lớn bị các khách mời, như Uffie và Cupcakke, chiếm mất ánh hào quang."
Neil Z. Young, viết cho AllMusic, mô tả bản mixtape này như "Lần nữa, một cuộc đổi mới âm thanh khác của nữ ca sĩ... Angel kết hợp nhịp điệu nhiệt đới sôi động, những giai điệu điện tử sâu lắng, và ảnh hưởng từ trap-rap trên mười ca khúc đậm chất M.I.A. hơn là Marina and the Diamonds."
Bảng xếp hạng
| Tờ báo               | Bảng xếp hạng                        | Xếp hạng      | Tham khảo |
| -------------------- | ------------------------------------ | ------------- | --------- |
| Billboard            | 25 Best & Worst Album Covers of 2017 | Xuất sắc nhất | [ 21 ]    |
| Complex              | The Best Albums of 2017              | 12            | [ 22 ]    |
| Entertainment Weekly | Best Albums of 2017                  | 18            | [ 23 ]    |
| Crack Magazine       | The Top 100 Albums of 2017           | 29            | [ 24 ]    |
| Noisey               | The 100 Best Albums of 2017          | 38            | [ 25 ]    |
| Gorilla vs. Bear     | Gorilla vs. Bear's Albums of 2017    | 54            | [ 26 ]    |
| Rolling Stone        | 20 Best Pop Albums of 2017           | 8             | [ 27 ]    |
| Melty                | Best Pop Albums of the Year          | 2             | [ 28 ]    |

## Tác động
Vào tháng 4 năm 2022, Ana Lamond từ tạp chí Clash đã viết rằng mixtape này “toát lên một sự kiên cường trên từng bước đi, phớt lờ những lời phàn nàn từ những người hâm mộ kỉ nguyên Sucker của Charli XCX. Họ khao khát một sự trở lại với những ngày tháng đỉnh cao thương mại, còn đậm chất truyền thống và dễ tiếp cận hơn. Nhưng mixtape này không hề đi theo con đường an toàn ấy, mà thay vào đó, nó là một bước đi táo bạo trong việc tái định hình nhạc pop, cùng theo đó là PC Music.”
Ca khúc "Britpop" (2024), được chọn làm đĩa đơn thứ hai từ album cùng tên của A.G. Cook, chứa một đoạn interpolation từ ca khúc thứ mười và cũng là bài hát cuối cùng trong mixtape, "Lipgloss", bản nhạc hợp tác với nữ rapper người Mỹ Cupcakke.

## Danh sách bài hát
| Danh sách các bài hát của Number 1 Angel | Danh sách các bài hát của Number 1 Angel | Danh sách các bài hát của Number 1 Angel                            | Danh sách các bài hát của Number 1 Angel | Danh sách các bài hát của Number 1 Angel |
| STT                                      | Nhan đề                                  | Sáng tác                                                            | Sản xuất                                 | Thời lượng                               |
| ---------------------------------------- | ---------------------------------------- | ------------------------------------------------------------------- | ---------------------------------------- | ---------------------------------------- |
| 1.                                       | "Dreamer" (featuring Starrah và Raye)    | Charlotte Aitchison Alexander Guy Cook Brittany Hazzard Rachel Keen | Cook                                     | 3:58                                     |
| 2.                                       | "3AM (Pull Up)" (featuring MØ)           | Aitchison Cook Finn Keane Karen Marie Ørsted                        | Easy FX                                  | 3:59                                     |
| 3.                                       | "Blame It on U"                          | Aitchison Cook Noonie Bao                                           | Cook                                     | 3:47                                     |
| 4.                                       | "Roll with Me"                           | Aitchison Klas Åhlund Sophie Xeon                                   | Sophie                                   | 3:21                                     |
| 5.                                       | "Emotional"                              | Aitchison Patrik Berger                                             | Easy FX                                  | 3:53                                     |
| 6.                                       | "ILY2"                                   | Aitchison Danny L Harle                                             | Harle                                    | 3:16                                     |
| 7.                                       | "White Roses"                            | Aitchison Cook Bao                                                  | Cook                                     | 3:33                                     |
| 8.                                       | "Babygirl" (featuring Uffie)             | Aitchison Amanda Warner John Hill Sarah Hudson Anna Hartley         | Hill                                     | 3:53                                     |
| 9.                                       | "Drugs" (featuring Abra)                 | Aitchison Cook Gabrielle Mirville                                   | Cook                                     | 3:49                                     |
| 10.                                      | "Lipgloss" (featuring Cupcakke)          | Aitchison Cook Elizabeth Harris                                     | Cook Sophie Life Sim                     | 3:54                                     |
| Tổng thời lượng:                         | Tổng thời lượng:                         | Tổng thời lượng:                                                    | Tổng thời lượng:                         | 37:23                                    |

## Đội ngũ sản xuất
Nguồn lấy từ Tidal
Nhạc sĩ
- Charli XCX – hát chính
- A. G. Cook – lập trình (1–3, 5, 7, 9, 10), synthesizer (2, 5), piano (5)
- MØ – hát (2)
- EasyFun – lập trình and synthesizer (2, 5), piano (5)
- Sophie – lập trình (4, 10)
- Danny L Harle – lập trình (6)
- MNDR –hát bè (8)
- John Hill – lập trình (8)
- Jordan Orvash – keyboard (8)
- Life Sim – synthesizer (10)

Kĩ thuật
- Stuart Hawkes – kĩ sư hoàn chỉnh âm thanh
- Geoff Swan – phối khí
- Cameron Gower Poole – kĩ sư (1, 9)
- Alex Williams – kĩ sư (2, 3, 7)
- Rob Cohen – kĩ sư (8)
- Ryan Gilligan – kĩ sư (8)

## Bảng xếp hạng
| Bảng xếp hạng (2017)                  | Vị trí cao nhất |
| ------------------------------------- | --------------- |
| Australian Albums (ARIA)              | 74              |
| Album Canada (Billboard)              | 67              |
| New Zealand Heatseekers Albums (RMNZ) | 6               |
| Album Hoa Kỳ Billboard 200            | 175             |

## Lưu diễn
| Ngày                     | Thành phố     | Quốc gia | Địa điểm tổ chức           |
| ------------------------ | ------------- | -------- | -------------------------- |
| Ngày 2 tháng 4 năm 2017  | San Francisco | Hoa Kỳ   | Rickshaw                   |
| Ngày 12 tháng 4 năm 2017 | New York City | Hoa Kỳ   | Le Poisson Rouge           |
| Ngày 20 tháng 4 năm 2017 | London        | Anh      | Jazz Café                  |
| Ngày 22 tháng 4 năm 2017 | Paris         | Pháp     | Les Étoiles                |
| Ngày 11 tháng 6 năm 2017 | São Paulo     | Brazil   | Memorial da América Latina |